# Pseuderanthemum detruncatum
Pseuderanthemum detruncatum là một loài thực vật có hoa trong họ Ô rô. Loài này được (Nees & Mart.) Radlk. miêu tả khoa học đầu tiên năm 1883.